# International Research InstituteS (IriS)
Die Organisation International Research InstituteS (IriS) ist das international größte Netzwerk unabhängiger, renommierter Marktforschungs- und Beratungsinstitute. Ziel von IriS ist es, bei internationalen Marktforschungsprojekten die jeweiligen lokalen und nationalen Besonderheiten angemessen zu berücksichtigen, um so valide und international vergleichbare Ergebnisse zu erreichen. 
IriS wurde 1986 von ehemaligen INRA-Mitgliedern gegründet und ist heute in über 36 Ländern in Europa, Asien, Nord- und Mittelamerika sowie Australien aktiv. Die Mitgliederzahl ist dabei auf ein Unternehmen pro Land begrenzt. Mit dieser Beschränkung und einem strengen Auswahlverfahren für Partnerinstitute will das IriS-Netzwerk hohe Qualitätsstandards und eine effiziente internationale Kooperation gewährleisten. Alle IriS-Mitglieder arbeiten nach dem ICC/ESOMAR-Kodex und dem IriS Quality Code. Iris-Partner im deutschsprachigen Raum sind die Marktforschungsinstitute Vocatus AG (Deutschland), das market Institut (Österreich) und Intervista (Schweiz).
Das zentrale Gremium ist der IriS-Council, der aus 5 Mitgliedern besteht. Dessen Präsidentin ist Stéphane Marder. Der Gesamtumsatz der IriS-Institute betrug im Jahr 2006 über 200 Mio. Euro.